# Partido Fascista Republicano
El Partido Fascista Republicano (en italiano: Partito Fascista Repubblicano, abreviado PFR) fue un partido político italiano de extrema derecha liderado por Benito Mussolini y que fue creado como continuación del Partido Nacional Fascista (PNF) en la denominada República Social Italiana, zona que se hallaba entonces bajo ocupación militar de la Alemania nazi.

## Historia

### Orígenes y formación
El PFR nace en septiembre de 1943, después de que el 25 de julio de ese mismo año algunos jerarcas del Gran Consejo Fascista destituyeran a Benito Mussolini de sus cargos, siendo reemplazado por el mariscal Pietro Badoglio, precipitando de esta manera la intervención militar alemana en Italia. Simultáneamente, en junio de ese mismo año, se produjo la invasión por tropas estadounidenses y británicas sobre Sicilia. Ante estos hechos, el gobierno dirigido por el mariscal Badoglio se trasladó desde Roma hasta Ancona, al sur de Italia, llevando también al rey Víctor Manuel III. Mussolini, cautivo desde su derrocamiento, es rescatado por los alemanes el 13 de septiembre en la Operación Roble y cinco días después anuncia por radio desde Múnich la creación del nuevo Partido Fascista Republicano, con el jerarca fascista Alessandro Pavolini como secretario general.
Esta nueva designación determina una oposición frontal del nuevo fascismo a la monarquía de la Casa de Saboya, a la cual se acusa de traición por respaldar a británicos y estadounidenses en el sur del país. Ante la existencia de facto de dos gobiernos en Italia, apoyando cada uno a un bando en guerra, Mussolini procura sostener su gobierno de la República Social Italiana (RSI) en sus seguidores aún leales. Va a ser en el llamado "Congreso de Verona", en noviembre de 1943, cuando el PFR intente plantear una nueva dirección política del fascismo.
El PFR restablece inmediatamente las estructuras y tácticas de los primeros años del fascismo: se refundan las escuadras de acción encargadas de amedrentar a la población y atacar a posibles enemigos, se suceden los desfiles y manifestaciones callejeras... La progresiva "institucionalización" del fascismo en el largo período de gobierno comprendido entre 1922 y 1943 está ahora descartada por la nueva organización, que predica un ideario revolucionario de desafío a las instituciones a semejanza de los primeros años posteriores a la Primera Guerra Mundial. Otro rasgo importante del PFR fue que sus líderes y militantes, estimulados por Mussolini, asumieron posiciones más populistas y cercanas al socialismo que antes. Los ataques al capitalismo, fuertemente silenciados desde 1922, son ahora aprobados y hasta instigados desde el gobierno de la RSI. El PFR se proclama como seguidor de una "tercera vía" contraria al comunismo y al capitalismo, lo que genera el proyecto de socialización fascista decretado en el Manifiesto de Verona de noviembre de 1943. 
No obstante, pese a las nuevas directivas dadas por Mussolini, el PFR no alcanzó mayor adhesión popular, además de carecer - al igual que el propio Mussolini - de fuerza política. Mientras tanto, la Wehrmacht prefirió apoyar sólo a las milicias italianas sujetas a obediencia alemana y que combatían realmente a los partisanos, la llamada Guardia Nazionale Repubblicana (GNR). Ante ello, en junio de 1944, tras la entrada de los Aliados en Roma, Mussolini ordena la militarización del PFR, encuadrando a sus miembros en milicias denominadas Brigadas Negras y otorgando responsabilidades militares a sus jerarcas.

### Desaparición y herencia posterior
Tal medida no modificó mucho la situación y las nuevas milicias cumplieron un modesto rol bélico en la RSI en tanto las autoridades militares alemanas desconfiaban de ellas y les negaron apoyo tanto armamentístico como de suministros. Cuando los Aliados lanzaron su ofensiva final junto a los partisanos en el norte del país el 25 de abril de 1945, el PFR se autodisolvió y no sobrevivió a la caída del fascismo ni a la ejecución de Mussolini. Su líder, Pavolini, también fue capturado y asesinado por los partisanos, siendo expuesto su cadáver junto al de Mussolini en una plaza del centro de Milán. 
No obstante, la experiencia del PFR sirvió de inspiración a algunos de sus antiguos integrantes para la fundación en diciembre de 1946 del Movimiento Social Italiano (MSI), un partido de corte neofascista que destacó en la Italia de posguerra y durante la Guerra Fría.